# Menka (Wesir)
Menka ist der Name des bislang frühesten namentlich bekannten altägyptischen Wesirs.
Menka erscheint mit seinem Namen und dem Titel „Wesir“ (Tjati) in Tintenaufschriften und Steingravuren auf insgesamt 21 Gefäßen, die sich in unterirdischen Galerien im Komplex der Stufenpyramide des Königs Djoser der 3. Dynastie fanden. Dieser Herrscher ließ unter seiner Stufenpyramide gewaltige Galerien anlegen und viele Gefäße aus der Zeit seiner Vorgänger wurden dort deponiert, so dass auch vermutet wird, dass Menka nicht unter Djoser selbst, sondern vorher amtierte. Die genaue Einordnung des Menka bleibt deshalb unsicher, seine Amtszeit wird jedoch meist in die 2. Dynastie datiert.